# Fonction gamma inverse

Tracé de1/Γ(x) le long de l'axe réel

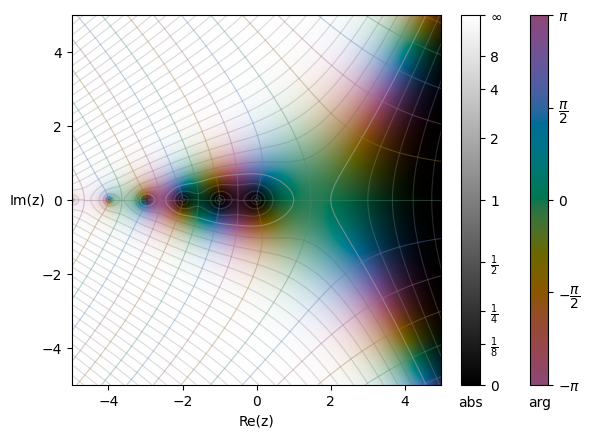
Fonction gamma inverse sur le plan complexe

En mathématiques, la fonction gamma inverse est la fonction
{\displaystyle z\mapsto {\frac {1}{\Gamma (z)}},}
où Γ(z) désigne la fonction gamma. Comme la fonction gamma est méromorphe et non nulle partout dans le plan complexe, son inverse est une fonction entière. En tant que fonction entière, elle est d'ordre 1 (ce qui signifie que ln ln |1/Γ(z)| croit moins lentement que ln |z| mais est de type infini (ce qui signifie que ln |1/Γ(z)| croit plus vite que tout multiple de |z|, puisque sa croissance est approximativement proportionnel à |z| ln |z|  dans le demi-plan gauche).
L'inverse est parfois utilisée comme point de départ pour le calcul numérique de la fonction gamma, et quelques bibliothèques logicielles la fournissent séparément de la fonction gamma standard.
Karl Weierstrass a appelé la fonction gamma inverse la « factorielle » et l'a utilisée dans son développement du théorème de factorisation de Weierstrass.

## Développement en produit infini
Suite aux définitions du produit infini pour la fonction gamma, dues respectivement à Euler et à Weierstrass, on obtient le développement du produit infini suivant pour la fonction gamma réciproque :
{\displaystyle {\begin{aligned}{\frac {1}{\Gamma (z)}}&=z\prod _{n=1}^{\infty }{\frac {1+{\frac {z}{n}}}{\left(1+{\frac {1}{n}}\right)^{z}}}\\{\frac {1}{\Gamma (z)}}&=z\mathrm {e} ^{\gamma z}\prod _{n=1}^{\infty }\left(1+{\frac {z}{n}}\right)\mathrm {e} ^{-{\frac {z}{n}}}\end{aligned}}}
où γ = 0,577216... est la constante d'Euler-Mascheroni. Ces développements sont valables pour tous les nombres complexes z .

## Développement en série de Taylor
Le développement en série de Taylor autour de 0 donne: 
{\displaystyle {\frac {1}{\ \Gamma (z)\ }}=z+\gamma \ z^{2}+\left({\frac {\gamma ^{2}}{2}}-{\frac {\pi ^{2}}{12}}\right)\ z^{3}+\left({\frac {\gamma ^{3}}{6}}-{\frac {\gamma \pi ^{2}}{12}}+{\frac {\zeta (3)}{3}}\ \right)z^{4}+\cdots \ }
où γ est la constante d'Euler-Mascheroni. Pour n > 2, le coefficient an pour le terme zn peut être calculé récursivement comme,,
{\displaystyle a_{n}={\frac {\ {a_{2}\ a_{n-1}+\sum _{j=2}^{n-1}(-1)^{j+1}\ \zeta (j)\ a_{n-j}}\ }{n-1}}={\frac {\ \gamma \ a_{n-1}-\zeta (2)\ a_{n-2}+\zeta (3)\ a_{n-3}-\cdots \ }{n-1}}}
où ζ est la fonction zêta de Riemann. Une représentation intégrale de ces coefficients a été récemment trouvée par Fekih-Ahmed (2014) : 
{\displaystyle a_{n}={\frac {(-1)^{n}}{\pi n!}}\int _{0}^{\infty }\mathrm {e} ^{-t}\ \operatorname {Im} \left[\ \left(\ln(t)-\mathrm {i} \pi \right)^{n}\ \right]\ \mathrm {d} t~.}
Pour les petites valeurs, on obtient les valeurs suivantes :
| n  | an                                          |
| -- | ------------------------------------------- |
| 1  | +1.0000000000000000000000000000000000000000 |
| 2  | +0.5772156649015328606065120900824024310422 |
| 3  | −0.6558780715202538810770195151453904812798 |
| 4  | −0.0420026350340952355290039348754298187114 |
| 5  | +0.1665386113822914895017007951021052357178 |
| 6  | −0.0421977345555443367482083012891873913017 |
| 7  | −0.0096219715278769735621149216723481989754 |
| 8  | +0.0072189432466630995423950103404465727099 |
| 9  | −0.0011651675918590651121139710840183886668 |
| 10 | −0.0002152416741149509728157299630536478065 |
| 11 | +0.0001280502823881161861531986263281643234 |
| 12 | −0.0000201348547807882386556893914210218184 |
| 13 | −0.0000012504934821426706573453594738330922 |
| 14 | +0.0000011330272319816958823741296203307449 |
| 15 | −0.0000002056338416977607103450154130020573 |
| 16 | +0.0000000061160951044814158178624986828553 |
| 17 | +0.0000000050020076444692229300556650480600 |
| 18 | −0.0000000011812745704870201445881265654365 |
| 19 | +0.0000000001043426711691100510491540332312 |
| 20 | +0.0000000000077822634399050712540499373114 |
| 21 | −0.0000000000036968056186422057081878158781 |
| 22 | +0.0000000000005100370287454475979015481323 |
| 23 | −0.0000000000000205832605356650678322242954 |
| 24 | −0.0000000000000053481225394230179823700173 |
| 25 | +0.0000000000000012267786282382607901588938 |
| 26 | −0.0000000000000001181259301697458769513765 |
| 27 | +0.0000000000000000011866922547516003325798 |
| 28 | +0.0000000000000000014123806553180317815558 |
| 29 | −0.0000000000000000002298745684435370206592 |
| 30 | +0.0000000000000000000171440632192733743338 |

Fekih-Ahmed (2014)  donne également une approximation pour {\displaystyle a_{n}} :
{\displaystyle a_{n}\approx {\frac {(-1)^{n}}{\ (n-1)!\ }}\ {\sqrt {{\frac {2}{\ \pi n\ }}\ }}\ \operatorname {Im} \left({\frac {\ z_{0}^{\left(1/2-n\right)}\ \mathrm {e} ^{-nz_{0}}\ }{\sqrt {1+z_{0}\ }}}\right)\ ,}
où {\displaystyle z_{0}=-{\frac {1}{n}}\exp \!{\Bigl (}W_{-1}(-n){\Bigr )}\ ,} et {\displaystyle W_{-1}} est la branche négative de la fonction W de Lambert.
Le développement de Taylor autour de 1 a les mêmes coefficients (mais décalés), c'est-à-dire :
{\displaystyle {\frac {1}{\Gamma (1+z)}}={\frac {1}{z\Gamma (z)}}=1+\gamma \ z+\left({\frac {\gamma ^{2}}{2}}-{\frac {\pi ^{2}}{12}}\right)\ z^{2}+\left({\frac {\gamma ^{3}}{6}}-{\frac {\gamma \pi ^{2}}{12}}+{\frac {\zeta (3)}{3}}\ \right)z^{3}+\cdots \ }
(l'inverse de la fonction pi de Gauss).

## Développement asymptotique
Lorsque |z| tend vers l'infini à arg(z) constant, on a le développement suivant :
{\displaystyle \ln(1/\Gamma (z))\sim -z\ln(z)+z+{\tfrac {1}{2}}\ln \left({\frac {z}{2\pi }}\right)-{\frac {1}{12z}}+{\frac {1}{360z^{3}}}-{\frac {1}{1260z^{5}}}\qquad {\text{pour}}~\left|\arg(z)\right|<\pi }

## Représentation intégrale
La fonction gamma inverse est un exemple classique d'application de la méthode du point col,. On a par exemple :
{\displaystyle {\frac {1}{\Gamma (z)}}={\frac {\mathrm {e} ^{z}z^{1-z}}{2\mathrm {i} \pi }}\int _{-\pi }^{\pi }\exp \left[-z\left(1-\theta \cot \theta +\ln {\frac {\theta }{\sin \theta }}\right)\right]\,\mathrm {d} \theta ,}

## Représentation intégrale de contour
Une représentation intégrale due à Hermann Hankel est
{\displaystyle {\frac {1}{\Gamma (z)}}={\frac {\mathrm {i} }{2\pi }}\oint _{H}(-t)^{-z}\mathrm {e} ^{-t}\,\mathrm {d} t,}
où H est le contour de Hankel, c'est-à-dire le chemin encerclant 0 dans le sens positif, commençant et revenant à l'infini positif par rapport à la branche coupée le long de l'axe réel positif. Selon Schmelzer et Trefethen, l'évaluation numérique de l'intégrale de Hankel est la base de certaines des meilleures méthodes de calcul de la fonction gamma.

## Représentations intégrales aux entiers positifs
Pour les entiers positifs {\displaystyle n\geq 1}, il existe une intégrale pour la fonction factorielle inverse donnée par 
{\displaystyle {\frac {1}{n!}}={\frac {1}{2\pi }}\int _{-\pi }^{\pi }\mathrm {e} ^{-\mathrm {i} nt}\mathrm {e} ^{\mathrm {e} ^{\mathrm {i} t}}\ \mathrm {d} t.}
De même, pour tout réel {\displaystyle c>0} et {\displaystyle z\in \mathbb {C} } tel que {\displaystyle \Re e(z)>0} on a l'intégrale suivante pour la fonction gamma inverse le long de l'axe réel sous la forme de :
{\displaystyle {\frac {1}{\Gamma (z)}}={\frac {1}{2\pi }}\int _{-\infty }^{\infty }(c+\mathrm {i} t)^{-z}\mathrm {e} ^{c+\mathrm {i} t}\,\mathrm {d} t,}
où le cas particulier où {\displaystyle z=n+1/2} fournit une relation correspondante pour la fonction factorielle double inverse, {\displaystyle {\frac {1}{(2n-1)!!}}={\frac {\sqrt {\pi }}{2^{n}\cdot \Gamma \left(n+{\frac {1}{2}}\right)}}.}

## Intégrale selon l'axe réel
L'intégration de la fonction gamma inverse le long de l'axe réel positif donne la valeur
{\displaystyle \int _{0}^{+\infty }{\frac {1}{\Gamma (x)}}\,\mathrm {d} x\approx 2,80777024,}
qui est connue sous le nom de constante de Fransén-Robinson.
On a également la formule suivante (  chapitre 9, exercice 100)
{\displaystyle \int _{0}^{+\infty }{\dfrac {a^{x}}{\Gamma (x)}}\,\mathrm {d} x=a\mathrm {e} ^{a}+a\int _{0}^{+\infty }{\dfrac {\mathrm {e} ^{-ax}}{\ln ^{2}(x)+\pi ^{2}}}\,\mathrm {d} x}